# Aleksandr Veltman
Aleksandr Fomich Veltman (en ruso: Алекса́ндр Фоми́ч Ве́льтман, San Petersburgo, 1800 - Moscú, 1870) fue un cartógrafo, lingüista, arqueólogo, poeta y uno de los más exitosos escritores prosistas rusos de las décadas de 1830 y 1840.

## Biografía

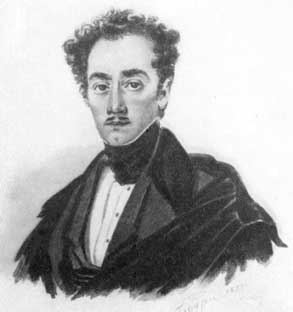
K-F. P. Bodri, Aleksandr Veltman (acuarela), 1839.

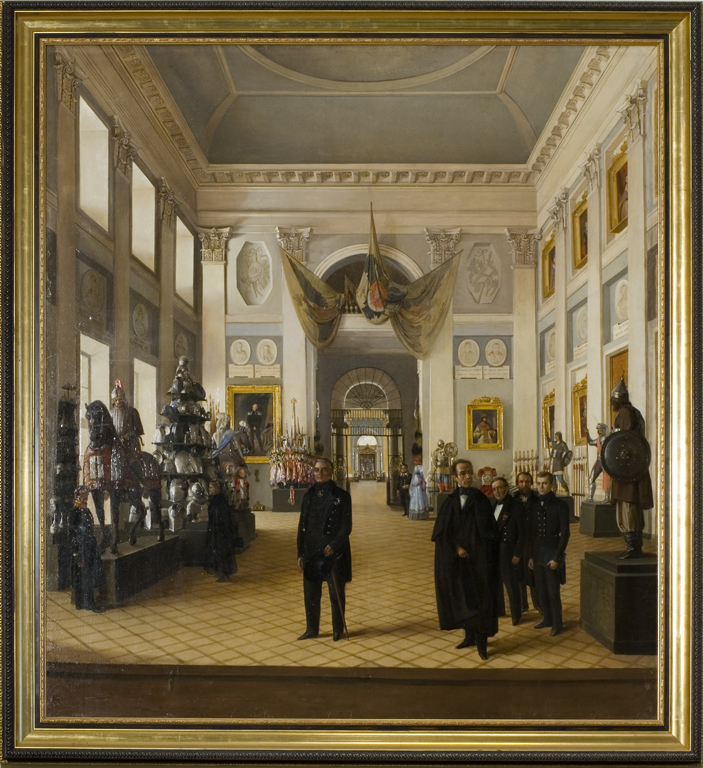
N. A. Burdin, Palacio de la Armería del Kremlin. Retrato en grupo de los empleados encabezados por Mijaíl Zagoskin y Aleksandr Veltman. 1846.

Nació en San Petersburgo el 20 de julio de 1800, en el seno del matrimonio -celebrado en 1799- formado por Tomas Veldman, descendiente de una familia noble sueca (o alemana, su abuelo Teodor vivía en Reval) venida a menos, que emigró a Rusia y se hizo militar obteniendo la nacionalidad en 1787 y rusificando su nombre como Fomá Fiódorovich Veltman, y María Petrovna Kolpanichova, de la alta sociedad rusa. Aleksandr fue el hijo mayor, luego vendrían Nikolái (1805-1818), Yelizaveta (n.1810) y Vasili (1814-1832). El nacimiento de Aleksandr hizo que su padre abandonara el servicio militar en San Petersburgo y se trasladara con el rango de consejero titular como capitán de la policía del distrito de Totma, donde la familia residiría hasta 1803, cuando se trasladarían a Moscú. En esta época Aleksandr escuchaba los relatos del "tío Borís", ordenanza de su padre, lo que influiría en su aprecio por la literatura.
El joven Aleksandr ingresó en 1811 en el Colegio Universitario para Nobles de Moscú, vinculado a la Universidad de Moscú. Con la invasión napoleónica de Rusia tuvo que trasladarse a Kostromá hasta el fin del conflicto. Por haber representado la tragedia Estancia de los franceses en Moscú ante el gobernador militar de la ciudad Fiódor Rostopchín, consiguió una plaza para proseguir sus estudios en la escuela privada de los hermanos Iván y Alekséi Terlikov entre 1814 y 1816, año en que entró en la Escuela de Oficiales. Saldría graduado en 1817, el mismo año en que publica su primera obra Fundamentos elementales de aritmética, para ayudar financieramente a su familia arruinada, y es asignado al 1er ejército de Mijaíl Barclay de Tolly.  María, su madre, falleció en 1816, y su padre Fomá, en 1821. Sus hermanos supervivientes, Yelizaveta y Vasili se criarían con unos parientes, Fiódor Yevreínov y Avdotia Mijáilovna.
Poco después, en marzo de 1818, sería enviado a Tulchín, sur de Ucrania, con el grado de alférez (práporshchik) del Estado Mayor del 2º Ejército de Luis Adolfo Pedro de Sayn-Wittgenstein. Allí entablaría amistad con decembristas, como Vladímir Rayevski, Mijaíl Orlov o Piotr Fallenberg.
En Tulchín se le encomendaría una misión topográfica en Besarabia (anexionada al Imperio ruso hacía poco, en 1812) que le mantendría en esa región hasta 1831. En septiembre de 1820 conocería a Pushkin en Kishiniov, naciendo una amistad alrededor de la literatura entre ambos, con elogios de Pushkin a la poesía de Veltman. En 1825 escribió su primera novela, El fugitivo (Беглец), publicada por capítulos, que dedicó a los Yevreínov, y sería publicada en un volumen independiente en 1831. Al ser enviado en 1825 a reforzar la cadena de fortificaciones de la frontera otomana no participó en la revuelta decembrista.
Durante la guerra ruso-turca de 1828-29 destacó por sus acciones -dirigió las marchas forzadas por el Danubio, participó en el asedio de Shumla, en la batalla de Kadik (1828), el asedio de Silistra (1829) y la batalla de Kulevcha-,  por lo que sería condecorado con la Orden de San Vladimiro de segundo grado. Sin embargo en 1831, tras ser destinado con el grado de teniente coronel a Oremburgo, decidió abandonar la carrera militar alegando enfermedad y centrarse en la literatura estableciéndose en Moscú, a pesar de la mala opinión que causó en la familia. 

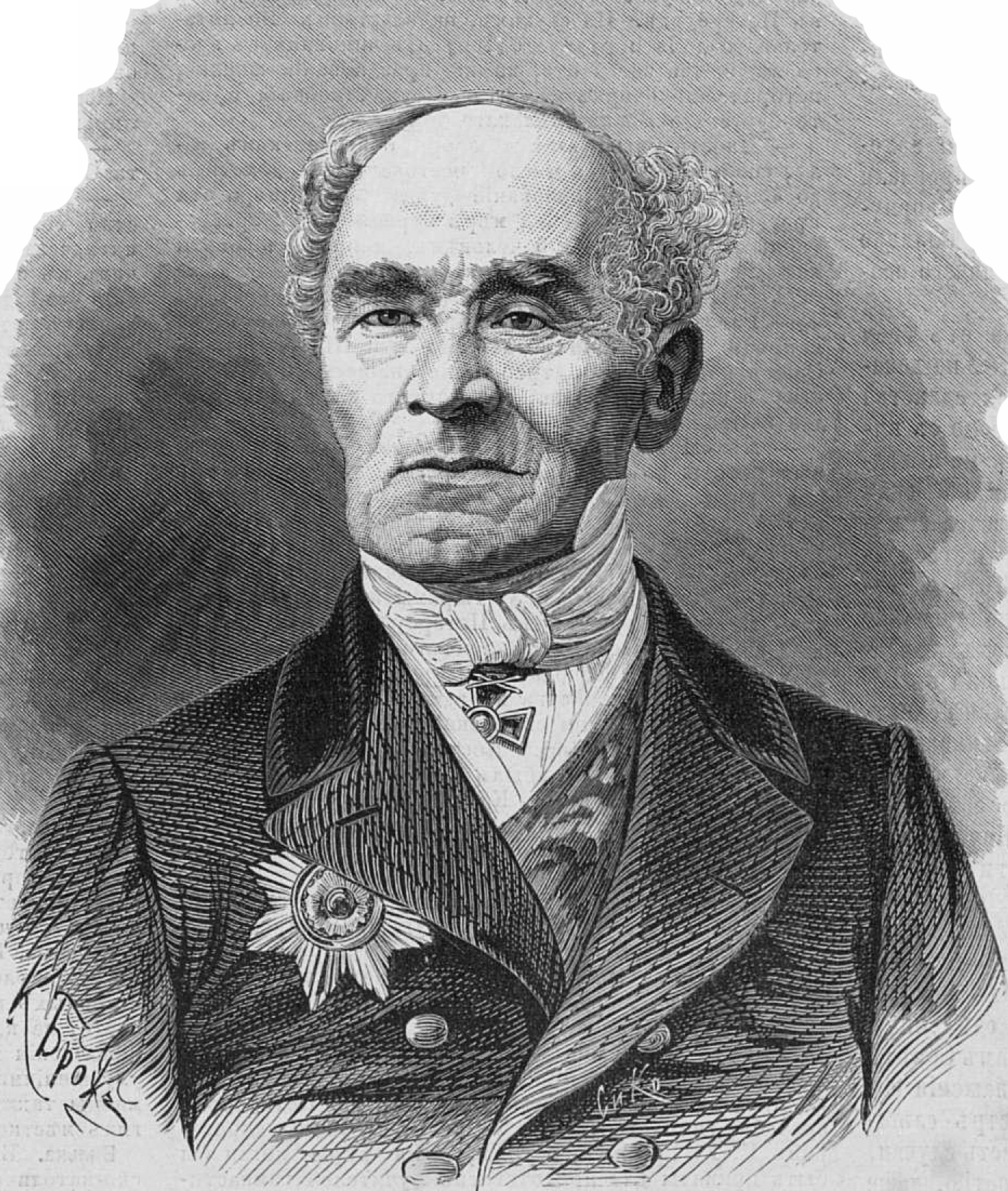
Ilustración que retrata a Veltman en la década de 1860, Vesmirnaya iliustratsiya.

Se casó al año siguiente, 1832, con su prima hermana Anna Pávlovna Véidel (1812—1847). Las cargas familiares, con el nacimiento en 1837 de su hija Nadiezhda, hicieron que la familia pasara apuros económicos a pesar de la incipiente fama de Veltman como escritor -El fugitivo se publica en 1831- y su pensión militar, por lo que es esta época la más generosa en publicaciones, anuales, y tiene que recurrir a trabajar como secretario en una corte comercial durante un año (1833). En casa de Veltman se comienzan a dar veladas literarias los jueves, a las que acuden Mijaíl Zagoskin, Vladímir Dal, Izmail Sreznevski, Lev Mei, Aleksandr Ostrovski, Nikolái Berg, Nikolái Shcherbina, Vadim Pásek, Vladímir Gorchakov y otros. En 1833, Veltman es nombrado miembro de la Sociedad de Aficionados a la Literatura Rusa, en 1836 de la Sociedad Rusa de Historia y Antigüedades y en 1839, miembro de la Sociedad de Odesa de Historia y Antigüedades. Desde 1836 colabora en la revista de Pushkin, Sovreménnik y publica la revista Cuadros del mundo (Картины света), que será un fracaso y cierra en 1837. En 1842 comenzaría a trabajar como asistente del Museo del Palacio de la Armería del Kremlin, lo que le alivia económicamente.
Veltman siguió publicando nuevas obras y dedicándose a la arqueología. En 1845 pasa a formar parte del comité editorial del proyecto Drevnosti Rosiskogo gosudarstva. Editó junto a Mijaíl Pogodin la revista El moscovita (Москвитянин) entre 1849 y 1850. En 1847 había fallecido Anna y Veltman vuelve a casarse en 1850 con la escritora Yélena Ivánovna Kube (1816—1868), con quien tuvo un hijo y una hija. En 1852 fue nombrado director del Museo del Palacio -cargo que ejerció el resto de su vida, como civil Consejero Activo del Estado-, y en 1854, miembro correspondiente de la Academia Imperial de Ciencias. Desde entonces comenzó su producción científica, alternada con la literaria. Yélena murió en 1868 y Veltman lo haría el 23 de enero de 1870 en Moscú.
La escritora Irina Koni (madre de Anatoli Koni), pariente de Veltman (le llama "tío"), pasó unos años al quedárse huérfana en casa de Veltman, y bajo su influencia escribió Cuentos de la Doncella Yurieva en 1837, colaborando con él en el periódico literario Literatúrnaya gazeta y en la revista Repertuar i panteon, en los que firma con su apellido de soltera -Yurieva.

## Obra

### Ciencia
Su primera publicación fue Fundamentos elementales de aritmética (1817), obra que sería usada como libro de texto. Durante su estancia en Besarabia, escribió Descripción de la historia antigua de Besarabia (1828). Pronto, hizo de la historia de Rusia uno de los temas centrales de sus publicaciones científicas, como muestran Del Señor Nóvgorod el Grande (1834), Antiguos nombres propios eslavos (1840), Principales monumentos del Kremlin de Moscú (1843), El Palacio de la Armería de Moscú (1844), Atila y la Rus: siglos IV y V (1858), El cantar de los ejércitos de Ígor Sviatoslávich, príncipe de Nóvgorod-Séverski, contra los polovtsianos en el año 1185 (1866) o Los rápidos del Dniéper según Constantino Porfirogéneta, su última publicación, en 1868.

### Poesía
Veltman escribió poesía desde la adolescencia, y durante su misión en Besarabia escribía rimas y sátiras para divertir a sus compañeros. Tras conocer a Pushkin, su manera de hacer poesía cambia, siendo más profunda y reflexiva, y denotando una gran influencia del anterior, mirando al pasado con nostalgia y optimismo, creando un universo fantástico generado por su investigación de la historia e identidad rusas. El autor consideraba imperfectos sus intentos juveniles de creación literaria. Publica la novela en verso romántica El fugitivo (1825), con influencia de El prisionero del Cáucaso, publicada por entregas en la revista literaria El hijo de la patria (Сын отечества) (en 1831 se realizó una edición independiente).
En la década de 1840, reanuda su producción poética con cuentos en verso como Troián y Anguelitsa (1846) y Zlatói y Bela. Un cuento checo. (1850), ambientados en el folclore eslavo.

### Teatro
En 1831 se publicó su drama en verso Los bosques de Múrom o la elección del atamán, que sería representado en Moscú, en el teatro Bolshói en 1834. La pieza folclórica de bandidaje de esta obra, La canción de los bandidos (Песня разбойников), sería muy popular. La versión con música más conocida es la de Aleksandr Varlámov, de 1832, o las creadas por I. Yoguel y Aleksandr Aliábiev. Estaba en el repertorio de Lidia Ruslánova y ha pasado en diversas variantes a las blatnaya pesnia del siglo XX.

### Novela
En la novela en prosa, Veltman escribiría con un estilo original fruto de la combinación entre el Romanticismo (terror y pasión desenfrenada, nostalgia por tiempos remotos), el acervo popular de Rusia (bylinas como inspiración) y su vida personal (aficionado a la ciencia y a la arqueología), lo que le facilitaría crear mundos que sirvieron de marco tanto a novelas históricas como de ciencia ficción.
En las décadas de 1830 y 1840 se daría la mayor actividad de Veltman. Su primera novela en prosa fue El peregrino (1831), de gran éxito, que es una caricatura de un libro de viajes pues el protagonista visita lugares tanto reales como imaginarios, dejando que se revele su ideario artístico y filosófico. En 1833 se publicó Koshchéi, el Inmortal, en que el protagonista cree que su mujer ha sido raptada por Koshchéi, un esqueleto inmortal seductor de mujeres que aparece en las bylinas. También fue un éxito. Ese mismo año, Veltman publicó Año MMMCDXLVIII. Un manuscrito de Martyn Zadeka, considerada una de las primeras novelas de ciencia ficción, en la que el protagonista viaja desde la Edad Media al siglo XXXV al país de Bosforania. Es una distopía que tuvo una clara influencia en Nosotros de Yevgueni Zamiatin, Un mundo feliz de Aldous Huxley o 1984 de George Orwell.
En 1834 publica El sonámbulo: un acontecimiento, ambientada en la invasión napoleónica, trata de un amor imposible, acompañado de reflexiones de filosofía y del valor de la educación como clave en la mejora del futuro de las clases humildes. Esta novela influenciará a Dostoyevski. En 1835, publica Sviatóslávich, el discípulo del diablo, la que será su novela más famosa, donde relata la introducción del cristianismo en Rusia, pero mezclando historia y ficción. El cuarto hijo de Sviatoslav I de Kiev es robado del vientre de su madre por el diablo y educado en las artes maléficas. Más tarde luchará contra su hermano Vladímir.
En 1836 publica una nueva novela de ciencia ficción, Los antepasados de Calimero: Alejandro, hijo de Felipe de Macedonia, en la que el protagonista, símil de Napoleón, viaja a Grecia para realizar estudios militares junto a Alejandro, Filipo y Aristóteles. En 1840 retomó este tema en El general Calomeros, donde Napoleón se enamora de una joven rusa usando ese nombre. Raina, reina de Bulgaria (1843) se ambienta en la campaña de Sviatoslav I contra los búlgaros, en la que Raina ofrece un fuerte contrapeso femenino, como heroína clásica, al príncipe ruso.
Entre 1848 y 1862, Veltman publicó una serie de novelas agrupadas bajo el título Aventuras sacadas del mar de la vida. Está compuesta por Salomé, El hechicero, Sara, la discípula y Felicidad e infelicidad. También escribiría, como quinta novela, El hijo adoptivo, que no publicaría entonces. En ellas retrata la sociedad rusa, los problemas entre sus clases sociales y critica la frivolidad de la vida en las grandes ciudades.

### Obra completa
- El fugitivo. Novela en verso (Беглец. Повесть в стихах). 1ª edición. Moscú: N. Glazunov, 1831. VIII, 65 pp.
- El peregrino: En 3 partes (Странник: В 3 частях). Moscú: Tip. S. Selivanovskogo, 1831—1832.
- Los bosques de Múrom. Novela en verso (Муромские леса. Повесть в стихах). Moscú: Tip. S. Selivanovskogo, 1831.
- Año MMCDXLVIII. El manuscrito de Martyn Zadeka: En 3 libros (MMCDXLVIII год. Рукопись Мартына Задека: В 3 кн). Moscú: V tip. A Semiona, 1833. V, 179; 198; 203 pp.
- Koshchéi el Inmortal. Los antiguos tiempos de las bylinas: en 3 partes (Кощей Бессмертный. Былина старого времени: В 3 частях). Moscú: Tip A. Semiona, 1833.
- El sonámbulo: un acontencimiento (Лунатик). Moscú, 1834.
- Roland el Violento (Неистовый Роланд), 1834.
- Erótida (Эротида). — Moscú, 1835.
- Los antepasados de Calimero: Alejandro, hijo de Filipo de Macedonia, en 2 partes (Александр Филиппович Македонский. Предки Калимероса: В 2 частях). Moscú: V tip. N. Stepánova, 1836. Parte I, 272 pp.; parte II, 198 pp.
- Yolanda (Иоланда). Moscú, 1837.
- Sviatoslávich, el discípulo del diablo. Un prodigio de los tiempos de Vladímir el Sol Rojo (Светославич, вражий питомец. Диво времён Красного Солнца Владимира). Moscú, 1837.
- Virginia, o El viaje a Rusia: en 2 partes (Виргиния, или Поездка в Россию: В 2 частях). Moscú: Tip. S Selivanovskogo, 1837.
- Corazón y pensamiento. Aventura en 4 partes (Сердце и думка. Приключение: В 4 частях). Moscú: V tip. N. Stepánova, 1838. 1ª parte, 192 pp; 2ª parte, 174 pp; 3ª parte, 177 pp; 4ª parte, 173 pp.
- Por la Rada (Радой). Moscú, 1839.
- Las piedras Kosteshtskie (Костештские скалы). 1839.
- El general Calomeros: en 2 partes (Генерал Каломерос: В 2 частях). Moscú: V tip. N. Stepánova, 1840, 181 pp.
- Ratibor Jolmogradski (Ратибор Холмоградский). Moscú: V tip. N. Stepánova, 1841.
- Raina, reina de Bulgaria (Райна, королевна Болгарская). Moscú, 1843.
- Las impresiones de viaje y, entre ellas, el puchero del geranio (Путевые впечатления и, между прочим, горшок герани). Moscú, 1843.
- Nuevo Yemelia o Las Transformaciones (Новый Емеля или Превращения). Moscú: Tip. N. Stepánova, 1845]. Parte I, 252 pp; parte II, 234 pp; parte III, 233 pp; parte IV, 251 pp.
- No es una casa, sino un juguete (Не дом, а игрушечка). Moscú, 1850.
- Aventuras sacadas del mar de la vida (Приключения, почерпнутые из моря житейского):
  - Salomé (Саломея). — Moscú, 1846—1848. — Т. I.
  - El hechicero (Баловень судьбы = Чудодей). Moscú: V tip. A. Semiona, 1856. — Т. II. Parte 1, 417 pp; Parte 2, 416 pp.
  - Sara, la discípula (Воспитанница Сара). Moscú: V tipografiya Katkova i K, 1862. — Т. III, 237 pp.
  - Felicidad e infelicidad: en 2 partes (Счастье несчастье: В 2 частях). Moscú: V tip. A. Semiona, 1863. — Т. IV. Parte 1, 371 pp; Parte II, 308 pp.
  - El hijo adoptivo (Приёмыш). Т. V, póstumo.